# التلفزيون الوطني الصومالي
التلفزيون الوطني الصومالي (SNTV) (بالصومالية: Telefishinka Qaranka Soomaaliyeed)‏ التلفزيون الوطني الرسمي لجمهورية الصومال الفيدرالية.

## تاريخ
بدأت أولى الخدمات التلفزيونية في الصومال في 17 أغسطس 1983 ،  بتمويل من الكويت والإمارات العربية المتحدة مع البث (باللغتين الصومالية والعربية) لمدة ساعتين يوميًا وثلاث ساعات في أيام الجمعة والأعياد، لكن البث توقف بعد الحرب الأهلية.

### إعادة التأسيس
في 18 مارس 2011 بدأت وزارة الإعلام في الحكومة الاتحادية الانتقالية البث التجريبي للتلفزيون الوطني، بعد توقف دام 20 عامًا، و أعيد إطلاق التلفزيون بشكل رسمي بعد ذلك بوقت قصير في 4 أبريل 2011.
يبث التلفزيون الوطني الصومالي على مدار 24 ساعة، ويمكن متابعته داخل الصومال وخارجها عبر المنصات الأرضية والأقمار الصناعية.
التلفزيون الوطني الصومالي هو خدمة البث الحكومية الرئيسية في الصومال، ويقع مقرها الرئيسي في العاصمة الصومالية مقديشو، وتتمثل مسؤوليتها الرئيسية في توفير خدمة البث العامة في جميع أنحاء البلاد.
يتم إدارة التلفزيون الوطني من قبل وزارة الإعلام والبريد والاتصالات في مجلس الوزراء الصومالي.

## روابط خارجية
- بعد 20 عامًا ، افتتح الرئيس الصومالي محطة التلفزيون الوطنية[وصلة مكسورة]
- الصومال تطلق التلفزيون الوطني[وصلة مكسورة]

- الموقع الرسمي